# 山本夜羽音
山本 夜羽音（やまもと よはね、1966年7月11日 - 2022年3月14日）は、日本の漫画家。
本名は山本 洋一郎。北海道出身。主に成人向け漫画を描く。別に、山本夜羽と玄田生のペンネームがある。代表作に『マルクスガール』（雑誌『ヤングチャンピオン』連載、山本夜羽名義）など。自称、啓蒙エロマンガ家。1990年代後半に「社会派エロマンガ家」「極左エロマンガ家」として注目されたが、後年は漫画家を自称し新作の構想を周囲に語りながら10年以上にわたり作品の発表が見られなかったため「描く描く詐欺」と言われた。新作「マルクスガール・オルタネイティヴ」の第2話制作中にコロナ禍の中で体調を崩し55歳で死去。
1980年代後半、昭和の終わりから平成の始まりにかけての青年期に管理教育への反対運動に加わり、さらに反権力・反天皇制・反原発等を掲げるノンセクト・ラジカル系統の政治運動に参加して活動。漫画家となったのちも「有害社会環境の規制を問いただす青年会議」や「連絡網AMI」の設立など創作表現の自由に関わる運動や、「メンズリブ東京」、東日本大震災被災地を支援する「おたぱっくQB（救援便）」「相馬野馬追応援 武者絵展」、民族差別・人種差別デモに抗議する「レイシズムへの抗議行動・知らせ隊」など様々な社会運動に関わった。

## 経歴
1966年7月11日、北海道浜益郡浜益村（現・石狩市浜益区）で、小学校教員（北教組）でカトリック信者の父と同じく敬虔なカトリック信者の母の次子（長男）として生まれる。本人も幼児洗礼を受けた（後年、堅信の秘跡を受けている）。札幌市立屯田中央中学校に通学、生徒会機関紙の編集局長として活動し、生徒会誌『開拓』創刊号の表紙画を描いている。高校入学の直前に父親がクモ膜下出血で倒れ、死別した。

### 左翼運動へ
北海道札幌北高等学校に入学すると新聞局に入部し、マンガ・アニメーション研究会にも関わった。1980年代初頭の全共闘回顧ブームの影響を受けつつ高校新聞で「反・管理教育」を訴える記事等を書くほか、1983年の北海道知事選挙では社会党系の横路孝弘を推す勝手連（横路孝弘と勝手に連帯する若者連合）で選挙運動に参加した。一時期は「MPD・平和と民主運動（日本学生戦線）」に参加し札幌の地区高校生キャップ（リーダー）を務めた。また、1983年、高校2年生の時に初めてコミックマーケットに参加した。高校時代の恩師として作家・川辺為三の名前を挙げている。
高校卒業後、1985年4月に群馬県の高崎経済大学経済学部へ進学。半年ほどして東京へ移り、管理教育を批判する保坂展人が主宰していた「青生舎」に参加、政治活動を展開。1985年8月の奥付を持つ青生舎 編『元気印大作戦 : 学校解放文庫』（角川文庫）に文章と24ページのマンガを寄稿しており、おそらくこれが商業流通した山本の最初の漫画作品である。1988年、北海道初の原子力発電所である泊原発1号機の試運転開始阻止運動に参加し、北海道庁前で初めて逮捕される。札幌滞在中に同じく東京から参加していた鹿島拾市（加藤直樹）と知り合い意気投合、帰京後はともに「反天皇制全国個人共闘・秋の嵐」周辺の活動に参加する。大学は1988年に中退。
1989年（平成元年）、「秋の嵐」の活動が停滞していた時期に鹿島拾市、林哲生、幸渕史らとグループ「馬の骨」を結成し、反原発・反管理教育・反天皇制などを訴えるライブやデモを主催、六四天安門事件に抗議する中国人留学生たちのデモへの参加など活発に活動する。「馬の骨」は1990年4月、仲間の一人となっていた太田リョウの逮捕を契機として解散に向かい、同年6月以降は「秋の嵐」のメンバーとなった。
1990年11月3日、24歳の時、「秋の嵐」の一員として天皇「即位の礼」抗議パフォーマンスを原宿明治神宮前で展開している最中、公務執行妨害容疑で仲間のうち4人とともに逮捕。11月14日、山本のみ起訴され、留置場と拘置所で99日間を過ごした。

### 漫画家へ
1991年、逮捕・起訴により勾留された東京拘置所で山本直樹の短編マンガ「BLUE」を読んで感銘を受け、保釈後、同作品で有害コミック規制騒動の矢面に立たされていた山本直樹に弟子入りを懇願して許され、作品『僕らはみんな生きている』でアシスタントを務める。また、大学中退後の1988年9月から1992年まで美術学校セツ・モードセミナーの夜間部に就学、修了している。
- 1993年に「玄田生」名義で漫画家としてデビュー[5][注 22]。翌年には「山本夜羽」名義で一般マンガ誌にも作品が掲載され始める[5]。作品に「文民少女隊の最期。」（玄田生名義）、「いとこの結婚式」（山本夜羽名義）など。

- 1994年、最初の単行本『青年の性的闘争』（玄田生名義）をヒット出版社から刊行。

- 1995年、豊田正義らと「メンズリブ東京」の設立に参加[61][10][注 23]。

- 1997年、救援連絡センター発行の『救援ノート : 逮捕される前に読んどく本』第6改訂版[101]の表紙イラストを描く[注 24]。四年後の第7改訂版[104][105]の表紙・裏表紙イラストも担当した[103]。イラストのモデルは重信房子とされる[注 25]。

- 1997年7月、「秋の嵐」のメンバーで「反天皇制右翼つまりファシスト」を自称する知人・佐藤悟志[注 26]が、新宿ロフトプラスワンでブント活動家に襲撃され怪我を負う事件が起き[注 27]、常連客有志の出した「ロフトプラスワン襲撃を許さない共同声明」[115][116][117]の中心メンバーの一人[注 28]となる[119]。

- 1999年9月9日、漫画家ほしのえみこと結婚[注 29]。のち2015年に離婚[注 30]

- 1999年に単行本『マルクスガール』第1巻、2000年に第2巻を秋田書店から刊行（山本夜羽 名義）。

- 2001年11月、創作表現の規制に反対するメーリングリスト「連絡網AMI」の設立に要友紀子とともに尽力[8][129]、中心メンバーとして参加[9]。

- 2002年、トークイベント「メガネっ娘居酒屋「委員長」」を企画[注 31]、9月6日に第1回を新宿ロフトプラスワンで主催[7][133][注 32]。同イベントと「めがねの聖地 鯖江」[注 33]との関係構築にも力を尽くす[7]。

- 2004年から筆名を「山本夜羽音」に変更[要出典]。

- 2007年、東京都知事選で、現職の石原慎太郎都知事に対抗した浅野史郎候補を推す「勝手連」として集会の企画や手描きの選挙ポスターなど支援活動に挺身する[138][139][140]。

- 2008年10月、秋葉原で街頭演説中の麻生太郎首相に対し、「とっとと解散しる!!!」などと書かれたプラカードを掲げて抗議[6]、「“ホーム”アキバでも麻生首相離れ」と報道される[141]。

- 東日本大震災後の2011年4月から「おたぱっくQB（救援便）」と題して、被災地の子供に漫画・アニメ・ゲーム・おもちゃを贈る[142]支援ボランティアを主宰した[注 34]。活動の一環で被災地にも足を運び[147]、その縁で翌2012年7月に南相馬市立中央図書館[148]で「相馬野馬追連動企画・マンガ家・アニメーター・イラストレーターによる『武者絵』展」[注 35]をアニメーターの横田守らの協力を得て[注 36]開催した[注 37]。さらに2013年7月には「第二回 武者絵展」[注 38]を道の駅南相馬ギャラリーを皮切りに[158]各地で開催した[159]。この企画はのちに山本の手を離れ、2019年の第8回まで続く[注 39]「相馬野馬追応援 武者絵展」へと展開していった[160][注 40]。

- 2013年3月、在特会などの民族差別・人種差別デモに抗議する「レイシストをしばき隊」に参加するが反りが合わず[注 41]、しばき隊とは独立に加藤直樹（鹿島拾市）らと「レイシズムへの抗議行動・知らせ隊」として活動を始める[注 42][注 43]。（2015年に除名。）

- 2014年11月、「JコミFANディング」にて「復帰支援ＦＡＮディング」を開始[3][6]。

- 2015年11月、参加していた反差別団体「レイシズムへの抗議行動・知らせ隊」が、女性メンバーにセクハラ・痴漢行為を行ったとして広報担当の山本を同団体から除名した事実を公表[注 44]、山本もこれを認める[注 45]。このセクシャルハラスメント事件を機に以前の仲間から距離を置かれた[注 46]。

- 2016年5月、自身のTwitterアカウントで、名指しで繰り返し特定の大学講師のセクシャルハラスメント行為を指弾したが[注 47]、翌日には「事実とは異なる、名誉を毀損する」発言だったとして謝罪、関連発言をすべて削除・撤回し「本アカウントも無期限活動停止とします」とツイートした[注 48]。
- 2019年4月、「創作表現規制に反対する10代の会」を支援。同団体は国連子どもの権利委員会にパブリックコメントを送付し、ステークホルダー（利害関係者）として団体名が記載された[178]。

- 2019年11月、情況出版が漫画『マルクスガール』の続編を執筆掲載する原稿料のクラウドファンディングを開始[注 49]、翌年2020年4月発売の季刊雑誌『情況』2020年春号にて「マルクスガール・オルタネイティヴ」を連載開始[180]。
- 2021年11月12日、「立憲民主党次期代表【私はアノ人を推す！】あつまれ立民若手大プレゼン大会」を企画し、阿佐ヶ谷ロフトAで開催[181]。参加者は山本、高間響、髙井ホアン、よぎ（プラニク・ヨゲンドラ）。生前最後のイベントとなった。

### 死去
2022年1月、新型コロナウイルスに感染し入院、2型糖尿病を患っていることをTwitter上で報告。回復し退院したが、約二カ月後の3月13日、39度の発熱をTwitter上で報告、翌14日に心不全で死去。55歳没。葬儀は3月22日、カトリック高円寺教会の聖堂でミサ形式でおこなわれた。葬儀ミサの司式は晴佐久昌英司祭が務めた。
没後の2022年4月5日から4月8日までの四日間、「秋の嵐」関係者などかつての仲間有志の主催による回顧展「大『山本夜羽音』展」が高円寺の素人の乱12号店で開催された。また同年12月末開催のコミックマーケット101で、山本のエッセイ漫画作品を収めた同人誌『迷走日記ボトムレス 追悼編』が元妻のほしのえみこの編集により刊行された。
山本の残した漫画原稿アナログ原画は横手市増田まんが美術館で保管される。

## 作風と人物

### 作風
- 発表された作品の大半はポルノ・アダルトジャンルの漫画であり、短編作品を得意とした。望んで「短編作家」を目指したわけではないが[192]、自作短編に一定以上の自信を持っていた[193]。
- ヒロインの女性キャラクターは眼鏡をかけていることが多い（メガネフェチ）[3][注 51]。一方、巨乳、ロリータ、レイプは余り描きたがらない[要出典]。
- セックスシーンを描く際は、コンドームの装着を描写するこだわりがある[196]。

### 人物
- カトリック教徒で、ペンネームの「よはね（夜羽、夜羽音）」は自身の洗礼名「ヨハネ」に由来する[16]。もう一つのペンネーム「玄田生」は「畜生」をもじったものである[注 52]。
- 自身にとって特別な漫画家として、吾妻ひでお[197]、山本直樹、よしもとよしとも、南Q太[198]、村上もとか[199]の名前を挙げており[200]、自身の絵柄については松苗あけみ、柴田昌弘、ひかわきょうこといった漫画家たちの「華のある絵柄」を基礎に、森山塔（山本直樹）や南Q太らの「乾いた絵柄」が加わったものだと認識していた[201]。
- 影響を受けた作家・思想家として、坂口安吾、遠藤周作[202]、魯迅[203]、ヴィルヘルム・ライヒを挙げている[204]。ライヒを高く評価しており[205][206]、「ライヒ主義者」と自己規定したこともある[207]。
- ADHD診断を公表しており[208]、ものを捨てたり片付けたりすることができないため幼少期から晩年まで自室はゴミ屋敷状態になっていた[209][7][189]。晩年は10年以上2型糖尿病に苦しんだ[182]。
- 実姉はレズビアンで漫画家の水月モニカ[210][注 53]。離婚した元妻は漫画家のほしのえみこ[注 54]。

## 作品
玄田生 名義
- 『青年の性的闘争』ヒット出版社〈ヒットコミックス〉、1994年[注 55]
- 『天使の暴走』ビデオ出版、1996年
- 『アダルトキッズ』ワニマガジン社、1997年

この他『教科書が教えない小林よしのり』（ロフトブックス、1997年）、『性のゆらぎを見つめる : フェミニズム1992』（ユック舎、1992年）にも寄稿している。
山本夜羽 名義
- 『キックアウト・ラヴァーズ : 夜羽黙示録』講談社〈ヤンマガKCエグザクタ〉、1996年
- 『ばちかぶり姫 : 夜羽黙示録』集英社〈ヤングジャンプ・コミックス〉、1997年
- 『共犯妄想』ワニマガジン社〈ワニマガジンコミックス〉、1998年
- 『J.P.S : Justice & Peace Spirits』ぶんか社〈ぶんか社コミックス〉、1998年
- 『黒の福音書 山本夜羽初期作品集 上』海王社〈海王社コミックス〉、1998年
- 『赤の黙示録 山本夜羽初期作品集 下』海王社〈海王社コミックス〉、1998年
- 『エス/太陽はボクらの敵』実業之日本社〈マンサンコミックス〉、1999年
- 『マルクスガール』秋田書店〈ヤングチャンピオンコミックス〉、全2巻[注 56]
  - 第1巻、1999年
  - 第2巻、2000年
- 『イン＆ヤン・ドールズ』竹書房〈バンブー・コミックス〉、1999年
- 『ORGAN BOX（オルゴンボックス）』ぶんか社〈ぶんか社コミックス〉、1999年[注 57]

- 『PUSSY TALKIN' : Justice & Peace Spirits』ぶんか社〈ぶんか社コミックス〉、2000年
- 『7days 13hours』ぶんか社〈ぶんか社コミックス〉、2001年
- 『新世紀無頼伝 侠子エクスプロージョン』集英社〈ヤングジャンプ・コミックス〉、2001年
- 『閃光のアーシュラ : ウタリア戦記』エニックス〈GFC〉、2002年
- 『Winter Guarana』ぶんか社〈ぶんか社コミックス〉、2002年

山本夜羽音 名義
- 『ナイトフラッパー : 山本夜羽音式福音書』大都社〈ダイトコミックス〉、2004年
- 『ラブ・スペクタクル : 山本夜羽音式性愛闘争試論』宙出版〈ミッシィコミックス〉、2005年
- 『聖隷』富士美出版〈富士美コミックス〉、2005年
- 『ナードボイルドR』蒼竜社〈プラザコミックス〉、2007年
- 『渋谷少女リアル』松文館〈別冊エースファイブコミックス〉、2007年
- 「マルクスガール・オルタネイティヴ」情況出版〈情況 2020年秋号〉、2020年

遺稿集（山本夜羽音 名義）
- 『迷走日記ボトムレス 追悼編』[190] あづき堂本舗、2022年 ※同人誌[注 58]